# الدوري السويدي الدرجة الأولى 2012
الدوري السويدي الدرجة الأولى 2012 (بالسويدية: Division 1 i fotboll för herrar 2012)‏ هو موسم من الدوري السويدي الدرجة الأولى. فاز فيه نادي أوسترسوند.